# Raz-de-marée de la Toussaint en 1675

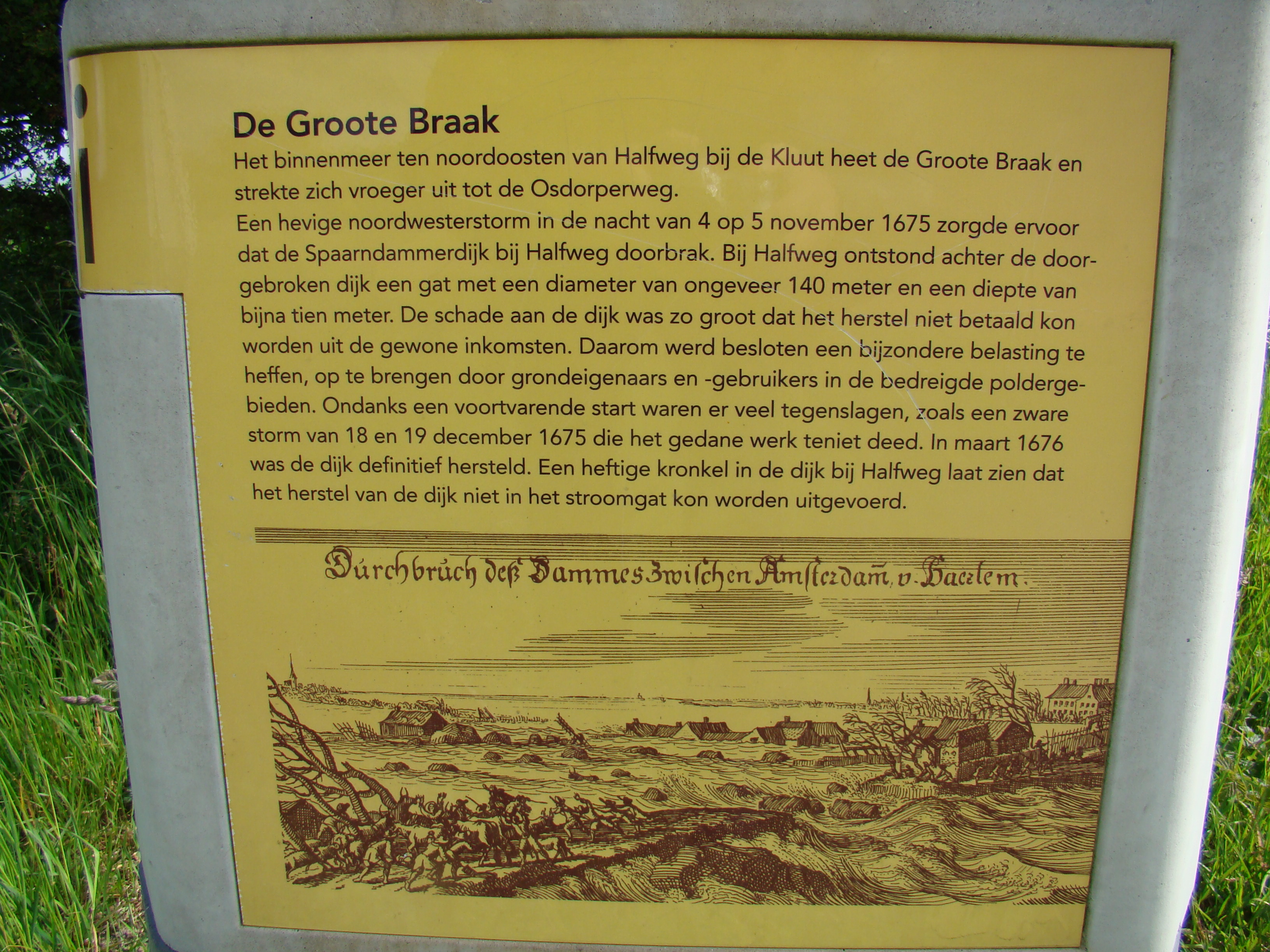
Illustration du livre de André Nuyens

Le raz-de-marée de la Toussaint de 1675 a principalement affecté les Pays-Bas du Nord entraînant des inondations :
- d'une partie de Terschelling ;
- les environs de Stavoren et Hindeloopen ;
- Mastenbroek et Kampen ;
- la zone située entre Schagen et Le Helder ;
- la Hollande-Septentrionale, Alkmaar ;
- les environs d'Amsterdam ;
- une très grande région autour du Haarlemmermeer.

## Dans la culture
André Nuyens a écrit un livre pour enfants, le loup de l'eau, qui parle de cette inondation, il évoque les ruptures de digues du Zuiderzee à Hoorn.

## Référence
- (nl) Cet article est partiellement ou en totalité issu de l’article de Wikipédia en néerlandais intitulé « Allerheiligenvloed (1675) » (voir la liste des auteurs).